# Helicopacris tachirae
Helicopacris tachirae är en insektsart som beskrevs av Marius Descamps 1978. Helicopacris tachirae ingår i släktet Helicopacris och familjen Romaleidae. Inga underarter finns listade i Catalogue of Life.